# Ajjar
Ajjar o Ayyar (en búlgaro: Айяр), es el nombre asignado en la compilación del siglo XVII de los búlgaros del Volga, Ja'far Tarikh, una obra cuya autenticidad es disputada, como el sucesor de Tervel en el trono de Bulgaria.
El nombre de Ajjar no está completamente autentificado en las fuentes, pero la Nominalia de los kanes de Bulgaria contiene indicaciones de dos registros dañados entre las entradas de Tervel y Sevar. El segundo de estos nombres es el Kormesios de las fuentes bizantinas, Kormesij. Según el Ja'far Tarikh, Ajjar era el hermano y sucesor de Tarvil (Tervel), y el tío y predecesor de Kermes (Kormesij). Dado que este testimonio no puede ser corroborado, proporciona un nombre conveniente para uno de los gobernantes perdidos de la Nominalia. Ajjar pudo haber reinado en 715 según la cronología desarrollada por Moskov.